# Fujiwara no Yorizane
Fujiwara no Yorizane (藤原頼実, [[[1155]] -1225] Erro: {{japonês}}: texto da transliteração contém caractere não latino (pos 18) (ajuda), também conhecido como Ōinomikado Yorizane) foi um nobre do final do período Heian e início do período Kamakura da história do Japão.

## Vida
Yorizane foi o primeiro filho de Fujiwara no Tsunemune . Foi o 3º líder do ramo Ōinomikado do clã Fujiwara.
Em 1163 entrou na corte como Chamberlain durante o reinado do Imperador Nijo. Em 1168  foi designado para o Konoefu (Quartel da Guarda do Palácio).
Em 1179 houve uma mudança política, uma queda de braço entre o  Imperador Enclausurado Go-Shirakawa e o Sesshō Taira no Kiyomori. Kiyomori tentou cooptar Tsunemune. Para isso acabou cedendo a Yorizane o cargo de Sangi em 1180 e sua promoção para Chūnagon em 1183 durante o reinado do Imperador Antoku.
O conflito se aprofundou nas Guerras Genpei em 1184, Minamoto no Yoshinaka durante o Cerco de Hōjūjidono queria sequestrar Go-Shirakawa para estabelecer um governo próprio, nas províncias ao norte de Quioto. Yorizane quase foi preso ao tentar escapar do cerco, mas conseguiu sair e obter ajuda. Com isso Go-Shirakawa ficou muito grato e lhe promoveu a Dainagon em 1191.
Em 1196 devido a crise ocorrida por Kanezane ter se convertido à seita proibida Terra Pura, seu filho Yoshitsune perdeu a posição de Naidaijin a que fora nomeado um ano antes. Com isso Yorizane passou por cima de todos os outros cargos e pretendentes e se tornou Daijō Daijin entre 1199 e 1204, voltando a ocupar o cargo entre 1208  e 1209